# Çun Lajçi
Çun Lajçi, eller Çun Alia Lajçi, är en albansk musiker, författare, teaterskådespelare, filmskådespelare, dramapedagog och aktivist, mest känd för sina recitationer av Höglandslutan (Lahuta e Malsis). Lajci har spelat över 200 roller och varit med i 30 filmer; han har nominerats två gånger som bäste skådespelare i Serbien av teaterorganisationen "Joakim Vujiq" och blev tilldelad priset "Naim Frasheri" av den albanska presidenten.[när?] Han har släppt två böcker, "Zjarr i Pashuar" och "Fjales neser i behet vonë".

## Bakgrund
Lajçi föddes 1946 i Drelaj där han påbörjade sin skolgång innan han fortsatte i Prizren på den dramapedagogiska skolan. Han fortsatte sedan vidare till Prishtina där han 1970 arbetade som skådespelare vid Prishtinas stadsteater.

## Arbete
Lajçi är en passionerad aktivist och lahutör och har publicerat många videor och sånger där han dramatiserar olika politiska och historiska händelser rörande albanska nationalintressen. Lajçi har själv sagt att han lever ett fattigt liv och bor kvar i den bostad som han fick av Josip Broz Tito under forna Jugoslaviens tid. Denna lägenhet renoverades i ett albanskt tv-program via en byggfirma som sponsrats av programmet. Han har kraftigt kritiserat Hashim Thaqi för att svika det albanska folkets intressen.

## Familj
I december 2017 rapporterade albansk media att Lajçis dotter Bubulina Lajçi avlidit av en överdos. Han kritiserade då media för att göra sensation av hans dotters död. Enligt Lajçi avled dottern i moderns famn. I en tv-sändning berättade Lajçi att han länge varit fattig och kämpat med att försörja sin familj, och att han många gånger funderat på att åka till New York och sälja böcker på gatan. När hans syster dog rapporterade han detta på sociala medier.

## Kritik
Lajçi kritiserades kraftigt för att ha tagit rollen som albansk bonde i en serbisk film, där hans rollfigur firar ett bröllop genom att avfyra ett gevär i samband med musik. Filmen handlar om hur "serbiska kristna civila lider på grund av albanska nationalister och muslimer". Detta tolkades som att Lajçi hyllade serbisk propaganda mot albaner. 